# Agora

Rzymska agora w Atenach.

Agora (gr. ἀγορά, dosł. miejsce zgromadzeń) – główny plac, rynek w miastach starożytnej Grecji. Centrum wokół którego toczyło się życie polityczne, religijne, a czasami także handlowe. 
We wczesnym etapie rozwoju polis agorą nazywano samo zgromadzenie obywateli uprawnionych do głosowania.
Początkowo, w miastach z długą tradycją osadniczą, była nieplanowa, o niezbyt wyraźnych granicach, często jej plan był zaburzony budynkami o charakterze publicznym lub religijnym (po stronie zachodniej) i straganami (po stronie wschodniej), czy centralnie przebiegającą ulicą. 
Od V wieku p.n.e. „agora jońska”, zakładana według systemu hippodamejskiego, miała najczęściej kształt prostokąta, który - począwszy od okresu klasycznego - otaczały portyki kolumnowe (stoa). Przez jej środek z reguły przechodziła główna ulica miasta. Na agorze znajdowały się zazwyczaj budowle o przeznaczeniu religijnym i publicznym, mównice i siedzenia dla urzędników, studnie/fontanny oraz pomniki.
Wejście do agory miało niekiedy formę imponującej bramy, jak np. w Efezie, Priene czy Milecie.
Do najbardziej znanych należy agora ateńska. Miejsce, w którym powstała, zostało wybrane jeszcze w czasach Solona (około roku 600 p.n.e.). Był to nieregularny plac o lekkim nachyleniu, co zapewniało naturalny odpływ wody deszczowej, przy głównej drodze wiodącej na Akropol. Otoczenie było zdatne do zabudowy, sąsiadujące ze strefą mieszkalną Aten.
W okresie klasycznym Agora ateńska była miejscem handlu, a także wielkich zgromadzeń mieszkańców i debat politycznych. W tym miejscu odbywały się wybory urzędników i sądy skorupkowe (ostracyzm), wystawiano (zanim wzniesiono stały teatr Dionizosa na południowych stokach Akropolu) sztuki teatralne, a także organizowano zawody sportowe.
Budowle wokół agory wznosili Kimon (V wiek p.n.e.), Likurg (IV wiek p.n.e.), władcy hellenistyczni (II wiek p.n.e.), a także Rzymianie: ostatnią monumentalną budowlą była biblioteka Hadriana z II wieku n.e.
Rzymskim odpowiednikiem agory ateńskiej było Forum Romanum.